# Hauptidia distinguenda
Hauptidia distinguenda är en insektsart som först beskrevs av Carl Ludwig Kirschbaum 1868.  Hauptidia distinguenda ingår i släktet Hauptidia och familjen dvärgstritar. Arten är reproducerande i Sverige. Inga underarter finns listade i Catalogue of Life.